# Флоріан Коулмас
Флоріан Коулмас (нім. Florian Coulmas; нар. 5 червня 1949, Гамбург, ФРН) — німецький японознавець, професор соціолінгвістики, японської мови та сучасної культури Японії в Інституті східноазіатських досліджень Університету Дуйсбург-Ессен, директор Німецького інституту японознавства (2004—2014). У коло його наукових інтересів входить соціолінгвістика, соціологія мови та японознавство.

## Життєпис
Флоріан Коулмас народивися 5 червня 1949 року в Гамбурзі, ФРН. Вивчав з 1968 по 1975 роки соціологію, філософію та німецькі студії у Вільному університеті Берліна, у 1969-1970 роках навчався в Сорбоні. 
У Білефельдському університеті в 1977 році отримав докторський ступінь. 
У 1980 році Флоріан Коулмас отримав свою абітуляцію в Дюссельдорфському університеті, де працював викладачем кафедри загального мовознавства. У 1987 році став професором соціолінгвістики в університеті Чу. 
З 1999 по 2004 роки викладав у Університеті Дуйсбург-Ессен.
Флоріан Коулмас був директором Німецького інституту японознавства у Токіо з жовтня 2004 року по вересень 2014 року. 
З 2014 року Флоріан Коулмас професор соціолінгвістики, японської мови та сучасної культури Японії в Інституті східноазіатських досліджень Університету Дуйсбург-Ессен.
Флоріан Коулмас багато років мешкає у Японії. Він регулярно публікується у «The Japan Times», «Frankfurter Allgemeine Zeitung» та «Neue Zürcher Zeitung».
У 2016 році Флоріан Коулмас був удостоєний премії Майєра Струкманна за дослідження в галузі мистецтв та соціальних наук.

## Публікації[5]
- Tokio. Vom Glück urbanen Lebens. Beck, München 2014, ISBN 978-3-406-66689-6.
- mit Judith Stalpers: Fukushima. Vom Erdbeben zur atomaren Katastrophe. Beck, München 2011, ISBN 978-3-406-62563-3.
- mit Judith Stalpers: Japan. Die 101 wichtigsten Fragen. Beck, München, ISBN 978-3-406-61404-0.
- Population Decline and Ageing in Japan. The Social Consequences. Routledge, London 2007, ISBN 978-0-415-40125-8.
- Die Gesellschaft Japans. Arbeit, Familie und demographische Krise. Beck, München 2007, ISBN 978-3-406-54798-0.
- Sociolinguistics. The Study of Speakers’ Choices. Cambridge University Press, Cambridge 2005, ISBN 0-521-54393-2.
- Hiroshima. Geschichte und Nachgeschichte. Beck, München 2005, ISBN 3-406-52797-3.
- Die Kultur Japans. Tradition und Moderne. Beck, München 2003, ISBN 3-406-50916-9.
- Writing Systems. An Introduction to Their Linguistic Analysis Cambridge University Press, Cambridge 2003, ISBN 0-521-78217-1.
- Die Deutschen schreien. Beobachtungen von einem, der aus dem Land des Lächelns kam. Rowohlt, Reinbek bei Hamburg 2001, ISBN 3-498-00921-4.
- Japanische Zeiten. Eine Ethnographie der Vergänglichkeit. Kindler, München 2000, ISBN 3-463-40392-7.
- Das Land der rituellen Harmonie. Japan: Gesellschaft mit beschränkter Haftung. Campus, Frankfurt am Main 1993, ISBN 3-593-34919-1.
- Die Wirtschaft mit der Sprache. Suhrkamp, Frankfurt am Main 1992, ISBN 3-518-28577-7.
- The Writing Systems of the World. Blackwell, Oxford 1990, ISBN 0-631-16513-4.
- Sprache und Staat. De Gruyter, Berlin 1985, ISBN 3-11-010436-9.
- Über Schrift. Suhrkamp, Frankfurt am Main 1981, ISBN 3-518-07978-6.
- The Blackwell Encyclopedia of Writing Systems. Blackwell, Oxford 1996, ISBN 0-631-19446-0.

Переклади
- Dell Hymes: Soziolinguistik. Zur Ethnographie der Kommunikation. Suhrkamp, Frankfurt am Main 1979, ISBN 3-518-07899-2.